# Denkmäler der Volksrepublik China (Peking)
Die folgende Tabelle bietet eine Übersicht zu sämtlichen Denkmälern in der regierungsunmittelbaren Stadt Peking (Abk. Jing), die auf der Denkmalliste der Volksrepublik China stehen:
| Name                                                                 | Beschluss | Kreis/Ort               | siehe (auch) | Bild |
| -------------------------------------------------------------------- | --------- | ----------------------- | --- | ---- |
| Beijing daxue honglou 北京大学红楼                                   | 1-8       | Beijing shi 北京市      | Historisches Rotes Gebäude der Peking-Universität (Bewegung des vierten Mai)                                                                             |      |
| Lugou qiao 卢沟桥                                                    | 1-24      | Beijing shi 北京市      | Marco-Polo-Brücke (Zwischenfall an der Marco-Polo-Brücke)                                                                                                |      |
| Tian'anmen 天安门                                                    | 1-30      | Beijing shi 北京市      | Tor des Himmlischen Friedens (Ausrufung der Volksrepublik am 1. Oktober 1949 durch Mao Zedong)                                                           |      |
| Renmin yingxiong jinianbei 人民英雄纪念碑                            | 1-33      | Beijing shi 北京市      | Denkmal für die Helden des Volkes |      |
| Fangshan Yunjusi ta ji shijing 房山云居寺塔及石经                    | 1-66      | Beijing shi 北京市      | Pagode und Steintafel-Sutras des Yunju-Tempels im Stadtbezirk Fangshan                                                                                   |      |
| Miaoyingsi Baita 妙应寺白塔                                          | 1-74      | Beijing Shi 北京市      | Weiße Pagode des Miaoying-Klosters (Tempel der Weißen Pagode)                                                                                            |      |
| Zhenjue Si Jingang Baozuo 真觉寺金刚宝座 (Wuta Si Ta 五塔寺塔)       | 1-75      | Beijing Shi 北京市      | Diamantthron-Pagode des Zhenjue Si (bzw. Fünf-Pagoden-Tempels)                                                                                           |      |
| Juyongguan Yuntai 居庸关云台                                         | 1-98      | Beijing Shi 北京市      | Wolkenterrasse des Juyongguan-Passes |      |
| Gugong 故宫                                                          | 1-100     | Beijing Shi 北京市      | Verbotene Stadt (Kaiserpalast) |      |
| Wanli changcheng - Badaling 万里长城—八达岭                          | 1-101     | Yanqing xian 延庆县     | Große Mauer bei Badaling |      |
| Tiantan 天坛                                                         | 1-105     | Beijing shi 北京市      | Himmelstempel |      |
| Beihai ji Tuancheng 北海及团城                                       | 1-106     | Beijing shi 北京市      | Beihai und Runde Stadt |      |
| Zhihua si 智化寺                                                     | 1-110     | Beijing shi 北京市      | Zhihua-Tempel |      |
| Guozijian 国子监                                                     | 1-113     | Beijing shi 北京市      | Kaiserliche Akademie (Peking) |      |
| Yonghe gong 雍和宫                                                   | 1-114     | Beijing shi 北京市      | Yonghe-Tempel (lamaistischer Tempel) |      |
| Yiheyuan 颐和园                                                      | 1-122     | Beijing shi 北京市      | Neuer Sommerpalast |      |
| Zhoukoudian yizhi 周口店遗址                                         | 1-136     | Beijing shi 北京市      | Zhoukoudian |      |
| Shisan ling 十三陵                                                   | 1-178     | Beijing shi 北京市      | Ming-Gräber |      |
| Beijing Song Qingling guju 北京宋庆龄故居                            | 2-9       | Beijing shi 北京市      | Ehemaliger Pekinger Wohnsitz von Song Qingling |      |
| Huangshicheng 皇史宬                                                 | 2-29      | Beijing shi 北京市      | Kaiserliches historisches Archiv (Ming- und Qing-Dynastie)                                                                                               |      |
| Beijing gu guanxiangtai 北京古观象台                                 | 2-32      | Beijing shi 北京市      | Altes Observatorium von Peking |      |
| Beijing cheng Dongnan jiaolou 北京城东南角楼                         | 2-35      | Beijing shi 北京市      | Südöstlicher Eckturm der Pekinger Stadtmauer (Stadtmauern von Peking)                                                                                    |      |
| Gong wangfu ji huayuan 恭王府及花园                                  | 2-40      | Beijing shi 北京市      | Residenz und Garten von Prinz Gong |      |
| Guo Moruo guju 郭沫若故居                                            | 3-40      | Beijing shi 北京市      | Ehemaliger Wohnsitz von Guo Moruo |      |
| Zhengyangmen 正阳门                                                  | 3-63      | Beijing shi 北京市      | Zhengyangmen |      |
| Taimiao 太庙                                                         | 3-80      | Beijing shi 北京市      | Kaiserlicher Ahnentempel |      |
| Beijing sheji tan 北京社稷坛                                         | 3-81      | Beijing shi 北京市      | Pekinger Altar des Gottes des Ackers und des Gottes der Feldfrüchte (Shejitan)                                                                           |      |
| Beijing Kongmiao 北京孔庙                                            | 3-82      | Beijing Shi 北京市      | Pekinger Konfuziustempel |      |
| Chongli zhuzhai 崇礼住宅                                             | 3-91      | Beijing Shi 北京市      | Residenz des Chong Li |      |
| Fahai Si 法海寺                                                      | 3-119     | Beijing Shi 北京市      | Fahai Si |      |
| Niujie libaisi 牛街礼拜寺                                            | 3-134     | Beijing Shi 北京市      | Niujie-Moschee |      |
| Beijing Tianning si ta 北京天宁寺塔                                  | 3-150     | Beijing shi 北京市      | Pagode des Pekinger Tianning-Tempels |      |
| Yinshan ta lin 银山塔林                                              | 3-153     | Beijing shi 北京市      | Yinshan-Pagodenwald |      |
| Liulihe yizhi 琉璃河遗址                                             | 3-201     | Beijing shi 北京市      | Liulihe-Stätte (Hauptstadt des Staates Yan; Westlichen Zhou-Dynastie)                                                                                    |      |
| Yuanmingyuan yizhi 圆明园遗址                                        | 3-221     | Beijing shi 北京市      | Alter Sommerpalast |      |
| Jietai Si 戒台寺                                                     | 4-94      | Beijing Shi 北京市      | Jietai-Tempel |      |
| Beijing Dongyue Miao 北京东岳庙                                      | 4-113     | Beijing Shi 北京市      | Pekinger Dongyue-Tempel |      |
| Dagao Xuandian 大高玄殿                                              | 4-128     | Beijing Shi 北京市      | Dagao Xuandian (daoistischer Tempel) |      |
| Lidai Diwang Miao 历代帝王庙                                         | 4-129     | Beijing Shi 北京市      | Lidai diwang miao (Tempel der Herrscher der Vergangenheit)                                                                                               |      |
| Beijing Gulou, Zhonglou 北京鼓楼, 钟楼                               | 4-130     | Beijing shi 北京市      | Pekinger Trommelturm und Glockenturm |      |
| Nantang 南堂                                                         | 4-165     | Beijing shi 北京市      | Kathedrale der Unbefleckten Empfängnis |      |
| Juesheng si 觉生寺                                                   | 4-166     | Beijing shi 北京市      | Juesheng-Tempel |      |
| Jin zhongdu shuiguan yizhi 金中都水关遗址                            | 5-1       | Beijing shi 北京市      | Stätte der jin-zeitlichen mittleren Hauptstadt |      |
| Jingtai ling 景泰陵                                                  | 5-145     | Beijing shi 北京市      | Jingtai-Mausoleum |      |
| Tanzhe si 潭柘寺                                                     | 5-195     | Beijing shi 北京市      | Tanzhe-Tempel |      |
| Beijing keyuan 北京可园                                              | 5-196     | Beijing shi 北京市      | Pekinger Keyuan (Gartenanlage) |      |
| Fuwang fu 孚王府                                                     | 5-197     | Beijing shi 北京市      | Residenz von Prinz Fu |      |
| Jingshan 景山                                                        | 5-198     | Beijing shi 北京市      | Jingshan |      |
| Beijing Baiyun guan 北京白云观                                       | 5-199     | Beijing Shi 北京市      | Pekinger Tempel der Weißen Wolken (daoistisch) |      |
| Wanfo tang, Kongshui dong shike ji ta 万佛堂、孔水洞石刻及塔         | 5-200     | Beijing Shi 北京市      | Zehntausend-Buddha-Halle, Steinschnitzereien der Kongshui-Höhle und Pagode                                                                               |      |
| Fayuan Si 法源寺                                                     | 5-201     | Beijing Shi 北京市      | Fayuan Si (Chinesische Buddhistische Akademie) |      |
| Xiannongtan 先农坛                                                   | 5-202     | Beijing Shi 北京市      | Tempel/Altar der Früheren Landmänner (Ackerbaualtar) |      |
| Biyun si 碧云寺                                                      | 5-203     | Beijing Shi 北京市      | Tempel der Azurblauen Wolken (Klostertempel Biyun Si) |      |
| Dahui Si 大慧寺                                                      | 5-204     | Beijing Shi 北京市      | Dahui Si |      |
| Shi fangpu jue si 十方普觉寺                                         | 5-205     | Beijing Shi 北京市      | Wofo-Tempel (Tempel des Schlafenden Buddha) |      |
| Qingjing Huacheng ta 清净化城塔                                      | 5-206     | Beijing shi 北京市      | Qingjing-Huacheng-Pagode (Westlicher Gelber Tempel) |      |
| Changcheng - Wanli changcheng - Simatai 长城—万里长城—司马台         | 5-442(5)  | Kreis Miyun 密云县      | Große Mauer, Abschnitt Simatai aus der Zeit der Ming-Dynastie                                                                                            |      |
| Dongjiaominxiang shiguan jianzhuqun 东交民巷使馆建筑群               | 5-474     | Beijing shi 北京市      | Gebäude des Quartiers der Gesandtschaften |      |
| Weiming Hu Yan yuan jianzhu 未名湖燕园建筑                           | 5-475     | Beijing shi 北京市      | Architektur am Namenlosen See auf dem Campus der Yanjing-Universität (Yanjing daxue 燕京大学) (mit der „Porter-Pagode“)                                  |      |
| Qinghua daxue zaoqi zhujian 清华大学早期建筑                         | 5-476     | Beijing shi 北京市      | Frühe Gebäude der Qinghua-Universität |      |
| Yuan Dadu chengqiang yizhi 元大都城墙遗址                            | 6-1       | Beijing shi 北京市      | Stadtmauer von Dadu, der Hauptstadt der Mongolen-Zeit (Yuan-Dynastie)                                                                                    |      |
| Shizi si yizhi 十字寺遗址                                            | 6-2       | Beijing shi 北京市      | Stätte des Kreuz-Tempels (Shizi-Tempel) |      |
| Jinling 金陵                                                         | 6-221     | Beijing shi 北京市      | Jin-Kaisergräber (Jurchen-Dynastie) |      |
| Li Madou he waiguo chuanjiaoshi mudi 利玛窦和外国传教士墓地          | 6-222     | Beijing Shi 北京市      | Zhalan-Friedhof (Zhalan Mudi); Grabstätte von Matteo Ricci, Giuseppe Castiglione, Anton Gogeisl und anderen ausländischen Missionaren (Jesuitenfriedhof) |      |
| Yuan Chonghuan mu ji ci 袁崇焕墓和祠                                 | 6-223     | Beijing Shi 北京市      | Grab und Ahnentempel des Yuan Chonghuan |      |
| Cheng’en Si 承恩寺                                                   | 6-298     | Beijing Shi 北京市      | Cheng’en-Tempel |      |
| Ditan 地坛                                                           | 6-299     | Beijing Shi 北京市      | Erdaltar |      |
| Deshengmen jianlou 德胜门箭楼                                        | 6-300     | Beijing shi 北京市      | Wachturm des Deshengmen (Stadttor) |      |
| Yuetan 月坛                                                          | 6-301     | Beijing Shi 北京市      | Mondaltar |      |
| Zhongnanhai 中南海                                                   | 6-302     | Beijing Shi 北京市      | Park- und Gebäudekomplex Zhongnanhai |      |
| Dajue Si 大觉寺                                                      | 6-303     | Beijing Shi 北京市      | Dajue Si (Tempel der großen Erleuchtung) |      |
| Ritan 日坛                                                           | 6-304     | Beijing Shi 北京市      | Sonnenaltar |      |
| Jingming yuan 静明园                                                 | 6-305     | Beijing shi 北京市      | Jingming-Park (Garten der Vollkommenheit und des Lichts)                                                                                                 |      |
| Jianruiying yanwu ting 健锐营演武厅 (Tuancheng yanwuting 团城演武厅) | 6-306     | Beijing Shi 北京市      | Trainingslager des Jianrui-Bataillons |      |
| Wanshou si 万寿寺                                                    | 6-307     | Beijing Shi 北京市      | Wanshou-Tempel (Tempel des Langen Lebens) |      |
| Guan Yue Miao 关岳庙                                                 | 6-308     | Beijing Shi 北京市      | Guan Yue Miao |      |
| Chun qinwang fu 醇亲王府                                             | 6-309     | Beijing Shi 北京市      | Villa des Prinzen Chun (Yixuan) |      |
| Guangji Si 广济寺                                                    | 6-310     | Beijing Shi 北京市      | Guangji-Tempel |      |
| Bailin si 柏林寺                                                     | 6-311     | Beijing Shi 北京市      | Bailin-Tempel |      |
| Cuandixiacun gu jianzuqun 爨底下村古建筑群                           | 6-312     | Beijing shi 北京市      | Alte Architektur des Dorfes Cuandixia |      |
| Anhui huiguan 安徽会馆                                               | 6-313     | Beijing shi 北京市      | Anhui huiguan |      |
| Baoguo-Tempel                                                        | 6-314     | Beijing Shi 北京市      | Baoguo-Tempel |      |
| Jing-Hang dayunhe 京杭大运河                                         | 6-810     | kuasheng qushi 跨省区市 | Kaiserkanal |      |
| Jingshi daxue tang Fenke daxue jiuzhi 京师大学堂分科大学旧址         | 6-874     | Beijing shi 北京市      | Metropolitan University (die spätere Peking-Universität)                                                                                                 |      |
| Qing lujunbu he haijunbu jiuzhi 清陆军部和海军部旧址                 | 6-875     | Beijing shi 北京市      | Ehemaliges Hauptquartier des Heeres und der Marine in der Qing-Zeit                                                                                      |      |
| Yasili tang 亚斯立堂                                                 | 6-876     | Beijing shi 北京市      | Chongwenmen-Kirche (Asbury Church der Amerikanischen Methodisten)                                                                                        |      |
| Qing nongshi shiyanchang jiuzhi 清农事试验场旧址                     | 6-877     | Beijing shi 北京市      | Zoo Peking |      |
| Xishiku jiaotang 西什库教堂                                          | 6-878     | Beijing shi 北京市      | Xishiku-Kirche |      |
| Guoli Meng Zang xuexiao jiuzhi 国立蒙藏学校旧址                      | 6-879     | Beijing shi 北京市      | Staatliche Schule der Mongolen und Tibeter (siehe auch Zentrale Nationalitäten-Universität und deren angeschlossene Institutionen)                       |      |
| Beijing guohui jiuzhi 北京国会旧址                                   | 6-880     | Beijing shi 北京市      | Ehemaliges Pekinger Kongressgebäude |      |
| Jingshi nüzi shifan xuetang jiuzhi 京师女子师范学堂旧址              | 6-881     | Beijing shi 北京市      | (siehe auch Experimental High School Attached to Beijing Normal University)                                                                              |      |
| Guomin zhengbu caizhengbu yinshuaju jiuzhi 国民政府财政部印刷局旧址  | 6-882     | Beijing shi 北京市      | Ehemalige Druckerei des Finanzministeriums der Nationalregierung (späte Qing-Zeit bis Republik)                                                          |      |
| Dazhalan shangye jianzhu 大栅栏商业建筑                              | 6-883     | Beijing shi 北京市      | Gebäude der Geschäftsstraße Dazhalan (Dashilar) |      |
| Xiehe yixueyuan jiuzhi 协和医学院旧址                                | 6-884     | Beijing shi 北京市      | Peking Union Medical College, Tsinghua University |      |
| Beiping tushuguan jiuzhi 北平图书馆旧址                              | 6-885     | Beijing shi 北京市      | Alte Pekinger Bibliothek (Chinesische Nationalbibliothek)                                                                                                |      |
| Xinhai Luanzhou qiyi jinian yuan 辛亥滦州起义纪念园                  | 6-886     | Beijing shi 北京市      | Mahnmal des Luanzhou-Aufstandes (1911) |      |
| Sun Zhongshan xingguan 孙中山行馆                                    | 6-887     | Beijing shi 北京市      | Pekinger Wohnsitz von Sun Yat-sen |      |
| Beijing Lu Xun jiuju 北京鲁迅旧居                                    | 6-888     | Beijing shi 北京市      | Alter Pekinger Wohnsitz von Lu Xun |      |
| Zhengang ta 镇岗塔                                                   | 7-704     | Beijing shi 北京市      | Zhengang-Pagode (Jin-Dynastie) |      |
| Yao Guangxiao muta 姚广孝墓塔                                        | 7-708     | Beijing shi 北京市      | Yao-Guangxiao-Pagode (Ming-Dynastie) |      |
| Yuanzineng „Yi Dui Yi Qi“ jiuzhi 原子能“一堆一器”旧址                | 8-518     | Beijing shi 北京市      | Erster Forschungsreaktor und erstes Zyklotron Chinas (1958)                                                                                              |      |